# Cordillera de Talamanca
Cordillera de Talamanca je gorovje, ki leži v jugovzhodni polovici Kostarike in skrajnem zahodu Paname. Velik del območja in okolice je vključen v mednarodni narodni park La Amistad, ki si ga prav tako delita obe državi.
To območje na jugu Kostarike se razteza od jugozahodno od San Joséja do onkraj meje s Panamo in vsebuje najvišje vrhove Kostarike in Paname, med njimi Cerro Chirripó na 3820 metrih in bolj dostopen visoki vrh Cerro de la Muerte. Veliko karibskih območij tega dela je še vedno neraziskanih.

## Raziskovanje in razvrščanje
Gorovje pokrivajo gorski gozdovi Talamancan do višine približno 3000 metrov. Velik del je prekrit z deževnimi gozdovi. Nad višinami 1800 metrov prevladujejo ogromni hrasti (Quercus costaricensis). Nad 3000 metri gozdovi preidejo v enklave sub-páramo, nekakšnega grmičevja in pritlikavega bambusa, v katerem prevladuje rod Chusquea, nad 3400 metri to postane kostariški páramo, tropsko alpsko travinje. Vegetacija sub-páramo in páramo je ponoči izpostavljena redni zmrzali, temperature nad 3200 metri lahko dosežejo 0 °C ali nižje, najnižja zabeležena temperatura je bila –9 °C v baznem taboru gore Chirripó (drugem najnižjem, kar je bilo kdaj zabeleženo v Srednji Ameriki). Regijo so obsežno preučevali paleolimnologi, da bi rekonstruirali spremembe podnebja, vegetacije in pogostosti požarov.
Območje je svetovnega pomena, saj je središče endemizma za številne rastlinske in živalske skupine ter pomemben življenjski prostor za številne velike sesalce (Bairdov tapir (Tapirus bairdii), puma, jaguar) in ptice, ki so zdaj ogrožene na večjem delu svojega območja. Načrtovani hidroelektrični projekt ogroža obstoj deževnih žab Craugastor tabasarae.

## Narodni parki
V gorovju Talamanca je več narodnih parkov in rezervatov, vključno z narodnim parkom Chirripó. Narodna parka Cordillera de Talamanca in La Amistad je Unesco uvrstil na seznam svetovne dediščine pod naslovom Talamanca Range-La Amistad Reserves / La Amistad National Park. To je tudi prvo dvonacionalni biosferni rezervat. Dva parka obsegata 2400 kvadratnih kilometrov ozemlja in varujeta pomembne ekosisteme, kot so páramo in mokrišča.
Visokogorski páramo je predvsem v subalpskih gozdovih in goščavah, ki so na nadmorski višini med 3100-3300 m in alpsko grmičevje in travišča, ki so med 3300-3819 m.
Šotna barja so mokrišča so v topografskih depresijah, na slabo odcednem zemljišču in so občasno poplavljena. V Kostariki so v nizkogorskem in visokogorskem območju nadmorske višine. Flora je podobna višinskim barjem, vključno s hrastovimi drevesi (Quercus spp.) in rastlinami Blechnum v povezavi z bryophytes iz rodu Sphagnum. Drugi pogosti rodovi so Rubus, Pteridium in Comarostaphyllis. Šotno barje El Empalme je pod večjim pritiskom kmetijskih dejavnosti in z naraščanjem nadmorske višine se povečuje floristična raznolikost.

## Pomembni vrhovi
- Cerro Chirripó - 3820 m (Kostarika)
- Cerro Ventisqueros - 3812 m (Kostarika)
- Cerro Terbi - 3760 m (Kostarika)
- Cerro Urán - 3660 m (Kostarika)
- Cerro Kamuk - 3554 m (Kostarika)
- Cerro de la Muerte - 3491 m (Kostarika)
- Volcán Barú - 3475 m (Panama)
- Cerro Fábrega - 3335 m (Panama)
- Cerro Itamut - 3293 m (Panama)
- Cerro Durika - 3280 m (Kostarika)
- Cerro Echandi - 3162 m (Kostarika - Panama)